# Notskrift
Denna artikel handlar om den moderna västerländska notskriften. För en översikt över olika sätt att nedteckna musik, se musiknotation. För översikt av den grafiska notationen se Symboler i notskrift.
| I denna artikel     |
| används tonnamnen   |
| Bess (B♭) och B.    |
| Se olika skrivsätt. |

Notskrift, noter eller notation är det i dag dominerande systemet för musiknotation. Dess främsta syfte är att på ett enkelt sätt kunna bevara och vidarebefordra musikaliska idéer eller stycken. Till exempel kan musiker lära sig nya stycken utan att nödvändigtvis behöva höra dem innan. Noter kan också användas för att enkelt kunna överblicka musikaliska skeenden, av exempelvis musikanalytiker, tonsättare och dirigenter.

## Uppbyggnad
Se även Symboler i notskrift

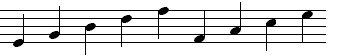
Noter på en notrad. Lägg märke till hur de placeras mitt på, eller mitt emellan de fem linjerna, samt hur notskaften byter riktning när noterna placeras på de övre raderna.

 Notskrift skrivs på en notrad eller ett notsystem som är en grupp vågräta linjer (vanligen fem) placerade på ca tre millimeters avstånd från varandra. På dessa kan man sedan placera noter, som representerar tonerna. Noterna kan placeras mitt på strecken, eller i utrymmet mellan dem, deras läge i förhållande till raden avgör tonhöjden.

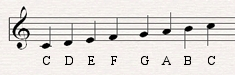
Stamtonerna som noter (B benämns H i tysk och traditionell svensk beteckning).

Noternas rytmiska värden, i fallande ordning.

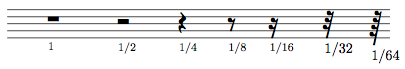
Pausernas rytmiska värden, i fallande ordning.

Varje not kan vara ihålig eller ifylld, samt hänga ihop med ett notskaft och en eller flera flaggor. Noternas fyllning, nothuvuden och antalet flaggor bestämmer tonens rytmiska värde, alltså hur länge tonen klingar i förhållande till pulsen. För att kunna skriva in uppehåll i musiken finns det också paustecken, som motsvarar tonernas rytmiska värden.
Musikstycken delas in i takter av lodräta taktstreck. Varje takt innehåller lika många slag som taktarten anger, och tar följaktligen lika lång tid att spela, såvida man inte ändrar rytmen eller tempot.
Om flera notsystem krävs för att notera musiken binds de ihop till en ackolad. Detta görs med hjälp av ett långt lodrät streck över alla notradernas högra kant, samt ett yttre, tjockare streck som kallas för klammer. Ett exempel är noter för piano där huvudsakligen varje hand har ett eget notsystem - det övre för den högra handen, oftast med G-klav, och det nedre för vänsterhanden, oftast med F-klav. I verklig användning är inte händerna begränsade av notrader. Den mest komplexa notskriften är orkester-/operapartitur. I ett partitur ordnar man upp ett antal notlinjer avsedda för olika instrument eller vokala stämmor på varje sida. En sida i partituret till Richard Wagners Nibelungens ring exempelvis återger ofta ett 20-tal notlinjer för instrumentgrupper och vokalist. Det är fortfarande inte "världsrekord" i storlek. Mer modesta barocka och klassiska verk (till exempel Ludwig van Beethovens symfonier) har upp till 10-tal notlinjer i partitursystemet. Ofta är en instrumentgrupp uppdelad på stämmor. Varje instrument får sedan en avskrift med dess notlinje att spela efter. Partituret återger den totala musikbilden och är avsedd för dirigenten.
Noter som står under varandra i ett notsystem, en ackolad eller ett partitur klingar samtidigt och de som står bredvid varandra klingar i följd. Musiken läses från vänster till höger, som vanliga böcker. När ett system tar slut hoppar man nedåt till nästa.
Det finns ett mycket utförligt system för tilläggssymboler som anges ovanför notraden eller ovanför systemet:
- dynamik
  - ppp, pp, p, mp, där p står för piano (svagt), ju fler p desto svagare, mp betyder mezzo piano det vill säga halvsvagt.
  - fff, ff, f, mf, där f står för forte (starkt), och flera f anger styrkenivå. mf betyder mezzo forte det vill säga halvstarkt.
  - crescendo och diminuendo anger gradvis ökning respektive minskning av ljudstyrkan. Ofta anges det med utdragna < och > symboler.
  - sforzando (förkortas sfz eller sf) anger en stark(are) betoning.
- tempoangivelser dels genom exakta metronomvärden, och dels genom mer subjektiva benämningar som adagio (mycket långsamt), andante (lagom långsamt, eg. "gående"), moderato (måttligt), allegretto (något snabbt), allegro (snabbt), presto (mycket snabbt).
- agogik med tempoavvikelser, som till exempel ritardando kortvarigt långsammare, och accelerando för uppsnabbning.
- fraseringar, som även inkluderar variation för olika instrumenttyper. Ofta används bågar för att binda ihop fraser, ungefär som man slår ihop talade ord i meningar med rätt satsmelodi.

Notskrivning var tidigare ett kalligrafiskt arbete som numera förenklats tack vare notskrivningsprogram för persondatorer, som dessutom ofta möjliggör uppspelning (över en MIDI-synth eller datorns ljudkort som innehåller en synth) så att man kan kontrollyssna och korrigera eventuella felaktigheter.

## Notsystemets fördelar och begränsningar
Notskriften möjliggör fullständiga redogörelser för alla tonföljder och melodier och som följer det västerländska tolvtonssystemet (större delen av världens musik), och klarar av de flesta rytmförhållanden, även om det är något bättre anpassat till enklare rytmik. Det finns också olika möjligheter att skriva kvartstoner och vissa former av avvikande intonation, samt specialfall som glissandon.
Frasering innebär ett visst kommunikationsproblem för personer som spelar flera instrument samt dirigenter och tonsättare, eftersom olika instrument därmed använder sig av ganska olika typer av fraseringssystem. Några av de mest utmärkande skillnaderna finns mellan systemen för sång, stråkinstrument och blåsinstrument. Detta innebär att även en person som behärskar ett av dessa kan ha svårt att förstå de andra.
Ett annat problem är att notsystemet traditionellt förutsätter att musiken håller sig till samma tempo och tonart. Detta missgynnar fritonal och atonal musik, samt musik som innehåller många tempokontraster och/eller tonartsväxlingar. Dessa tvingas använda mycket plats till tempoinstruktioner och tillfälliga förtecken.
Notsystemet är mycket enkelt att läsa och spela från på  piano och andra klaviaturer, vilket förklarar att pianot så ofta används som stöd vid träning i notläsning. Det är också lätt att tillämpa på alla typer av greppbaserade blåsinstrument, även om blåsmusiker ibland behöver lära sig flera grepp för samma ton av tekniska eller intonationsmässiga skäl. Något svårare är det för spelare av stränginstrument, som måste lära sig en mängd alternativa grepp för varje ton och tonkombination. Allra svårast är det på gitarrliknande instrument, eftersom musikern behöver hålla reda på olika grepp för en mängd toner samtidigt. Gitarrister föredrar därför ofta att använda tabulatur, när det inte räcker med ackordanalys.